# Indy Grand Prix of Sonoma de 2010
O Indy Grand Prix of Sonoma de 2010 foi a décima terceira corrida da temporada de 2010 da IndyCar Series. A corrida foi disputada no dia 22 de agosto no Infineon Raceway, localizado na cidade de Sonoma, Califórnia. O vencedor foi o australiano Will Power, da equipe Team Penske.

## Pilotos e Equipes
No total 25 carros foram inscritos para corrida.
| Nº | Piloto                  | Equipe                     | Chassis | Motor | Pneu |
| -- | ----------------------- | -------------------------- | ------- | ----- | ---- |
| 2  | Raphael Matos           | de Ferran Dragon Racing    | Dallara | Honda | F    |
| 3  | Hélio Castroneves       | Team Penske                | Dallara | Honda | F    |
| 4  | Dan Wheldon             | Panther Racing             | Dallara | Honda | F    |
| 5  | Takuma Sato (R)         | KV Racing Technology       | Dallara | Honda | F    |
| 6  | Ryan Briscoe            | Team Penske                | Dallara | Honda | F    |
| 7  | Danica Patrick          | Andretti Autosport         | Dallara | Honda | F    |
| 8  | E. J. Viso              | KV Racing Technology       | Dallara | Honda | F    |
| 9  | Scott Dixon             | Chip Ganassi Racing        | Dallara | Honda | F    |
| 10 | Dario Franchitti        | Chip Ganassi Racing        | Dallara | Honda | F    |
| 11 | Tony Kanaan             | Andretti Autosport         | Dallara | Honda | F    |
| 12 | Will Power              | Team Penske                | Dallara | Honda | F    |
| 14 | Vitor Meira             | A. J. Foyt Enterprises     | Dallara | Honda | F    |
| 18 | Milka Duno              | Dale Coyne Racing          | Dallara | Honda | F    |
| 19 | Alex Lloyd (R)          | Dale Coyne Racing          | Dallara | Honda | F    |
| 22 | Justin Wilson           | Dreyer & Reinbold Racing   | Dallara | Honda | F    |
| 24 | J. R. Hildebrand (R)    | Dreyer & Reinbold Racing   | Dallara | Honda | F    |
| 26 | Marco Andretti          | Andretti Autosport         | Dallara | Honda | F    |
| 32 | Mario Moraes            | KV Racing Technology       | Dallara | Honda | F    |
| 34 | Bertrand Baguette (R)   | Conquest Racing            | Dallara | Honda | F    |
| 36 | Francesco Dracone (R)   | Conquest Racing            | Dallara | Honda | F    |
| 37 | Ryan Hunter-Reay        | Andretti Autosport         | Dallara | Honda | F    |
| 77 | Alex Tagliani           | FAZZT Race Team            | Dallara | Honda | F    |
| 78 | Simona de Silvestro (R) | HVM Racing                 | Dallara | Honda | F    |
| 02 | Graham Rahal            | Newman/Haas/Lanigan Racing | Dallara | Honda | F    |
| 06 | Hideki Mutoh            | Newman/Haas/Lanigan Racing | Dallara | Honda | F    |

- (R) - Rookie

## Resultados

### Treino classificatório
| Pos. | Nº | Piloto                  | Equipe                   | Q1        | Q1        | Q2        | Q3        |
| Pos. | Nº | Piloto                  | Equipe                   | Grupo 1   | Grupo 2   | Q2        | Q3        |
| ---- | -- | ----------------------- | ------------------------ | --------- | --------- | --------- | --------- |
| 1    | 12 | Will Power              | Team Penske              |           | 1:16.8947 | 1:16.8072 | 1:16.5282 |
| 2    | 3  | Hélio Castroneves       | Team Penske              | 1:16.7647 |           | 1:16.7427 | 1:16.5652 |
| 3    | 10 | Dario Franchitti        | Chip Ganassi Racing      |           | 1:16.9533 | 1:16.7956 | 1:16.9437 |
| 4    | 77 | Alex Tagliani           | FAZZT Race Team          |           | 1:16.2670 | 1:16.7979 | 1:17.2068 |
| 5    | 6  | Ryan Briscoe            | Team Penske              | 1:17.3501 |           | 1:16.9359 | 1:17.2109 |
| 6    | 9  | Scott Dixon             | Chip Ganassi Racing      |           | 1:17.1801 | 1:16.9148 | 1:17.3470 |
| 7    | 22 | Justin Wilson           | Dreyer & Reinbold Racing | 1:17.2911 |           | 1:16.9477 |           |
| 8    | 37 | Ryan Hunter-Reay        | Andretti Autosport       | 1:17.0638 |           | 1:17.1317 |           |
| 9    | 11 | Tony Kanaan             | Andretti Autosport       |           | 1:17.3419 | 1:17.3181 |           |
| 10   | 2  | Raphael Matos           | de Ferran Dragon Racing  | 1:17.3918 |           | 1:17.3710 |           |
| 11   | 78 | Simona de Silvestro (R) | HVM Racing               | 1:17.3030 |           | 1:17.7429 |           |
| 12   | 4  | Dan Wheldon             | Panther Racing           |           | 1:17.4953 | 1:17.8280 |           |
| 13   | 34 | Bertrand Baguette (R)   | Conquest Racing          | 1:17.5239 |           |           |           |
| 14   | 06 | Hideki Mutoh            | Newman/Haas Racing       |           | 1:17.5187 |           |           |
| 15   | 8  | E. J. Viso              | KV Racing Technology     | 1:17.6825 |           |           |           |
| 16   | 02 | Graham Rahal            | Newman/Haas Racing       |           | 1:17.5284 |           |           |
| 17   | 5  | Takuma Sato (R)         | KV Racing Technology     | 1:17.7112 |           |           |           |
| 18   | 26 | Marco Andretti          | Andretti Autosport       |           | 1:17.6216 |           |           |
| 19   | 24 | J. R. Hildebrand (R)    | Dreyer & Reinbold Racing | 1:17.7659 |           |           |           |
| 20   | 32 | Mario Moraes            | KV Racing Technology     |           | 1:17.7533 |           |           |
| 21   | 14 | Vitor Meira             | A. J. Foyt Enterprises   | 1:17.9149 |           |           |           |
| 22   | 19 | Alex Lloyd (R)          | Dale Coyne Racing        |           | 1:18.0423 |           |           |
| 23   | 7  | Danica Patrick          | Andretti Autosport       | 1:18.3995 |           |           |           |
| 24   | 18 | Milka Duno              | Dale Coyne Racing        |           | 1:22.2980 |           |           |
| 25   | 36 | Francesco Dracone (R)   | Conquest Racing          | 1:21.2262 |           |           |           |

- (R) - Rookie

### Corrida
| Pos       | Nº | Piloto                  | Equipe                   | Voltas | Tempo        | Largada | Voltas na Liderança | Pontos |
| --------- | -- | ----------------------- | ------------------------ | ------ | ------------ | ------- | ------------------- | ------ |
| 1         | 12 | Will Power              | Team Penske              | 75     | 1:52:34.1915 | 1       | 73                  | 53     |
| 2         | 9  | Scott Dixon             | Chip Ganassi Racing      | 75     | +0.7432      | 6       | 2                   | 40     |
| 3         | 10 | Dario Franchitti        | Chip Ganassi Racing      | 75     | +6.6132      | 3       | 0                   | 35     |
| 4         | 6  | Ryan Briscoe            | Team Penske              | 75     | +7.8607      | 5       | 0                   | 32     |
| 5         | 3  | Hélio Castroneves       | Team Penske              | 75     | +10.4594     | 2       | 0                   | 30     |
| 6         | 22 | Justin Wilson           | Dreyer & Reinbold Racing | 75     | +10.9095     | 7       | 0                   | 28     |
| 7         | 11 | Tony Kanaan             | Andretti Autosport       | 75     | +11.5246     | 9       | 0                   | 26     |
| 8         | 37 | Ryan Hunter-Reay        | Andretti Autosport       | 75     | +11.8938     | 8       | 0                   | 24     |
| 9         | 02 | Graham Rahal            | Newman/Haas Racing       | 75     | +17.5019     | 16      | 0                   | 22     |
| 10        | 19 | Alex Lloyd (R)          | Dale Coyne Racing        | 75     | +18.2069     | 22      | 0                   | 20     |
| 11        | 32 | Mario Moraes            | KV Racing Technology     | 75     | +20.2411     | 20      | 0                   | 19     |
| 12        | 26 | Marco Andretti          | Andretti Autosport       | 75     | +20.6759     | 18      | 0                   | 18     |
| 13        | 78 | Simona de Silvestro (R) | HVM Racing               | 75     | +21.8239     | 11      | 0                   | 17     |
| 14        | 77 | Alex Tagliani           | FAZZT Race Team          | 75     | +22.4858     | 4       | 0                   | 16     |
| 15        | 14 | Vitor Meira             | A. J. Foyt Enterprises   | 75     | +24.2879     | 21      | 0                   | 15     |
| 16        | 7  | Danica Patrick          | Andretti Autosport       | 75     | +46.1339     | 23      | 0                   | 14     |
| 17        | 06 | Hideki Mutoh            | Newman/Haas Racing       | 74     | +1 volta     | 14      | 0                   | 13     |
| 18        | 5  | Takuma Sato (R)         | KV Racing Technology     | 74     | +1 volta     | 17      | 0                   | 12     |
| 19        | 8  | E. J. Viso              | KV Racing Technology     | 74     | +1 volta     | 15      | 0                   | 12     |
| 20        | 36 | Francesco Dracone (R)   | Conquest Racing          | 71     | Contato      | 25      | 0                   | 12     |
| 21        | 2  | Raphael Matos           | de Ferran Dragon Racing  | 67     | Contato      | 10      | 0                   | 12     |
| 22        | 18 | Milka Duno              | Dale Coyne Racing        | 67     | +8 voltas    | 24      | 0                   | 12     |
| 23        | 34 | Bertrand Baguette (R)   | Conquest Racing          | 65     | Contato      | 13      | 0                   | 12     |
| 24        | 24 | J. R. Hildebrand (R)    | Dreyer & Reinbold Racing | 38     | Contato      | 19      | 0                   | 12     |
| 25        | 4  | Dan Wheldon             | Panther Racing           | 0      | Contato      | 12      | 0                   | 10     |
| Relatório |    |                         |                          |        |              |         |                     |        |

- (R) - Rookie

## Tabela do campeonato após a corrida
Observe que somente as dez primeiras posições estão incluídas na tabela.
| Pos | Var     | Piloto            | Pontos |
| --- | ------- | ----------------- | ------ |
| 1   | Estável | Will Power        | 514    |
| 2   | Estável | Dario Franchitti  | 455    |
| 3   | Estável | Scott Dixon       | 419    |
| 4   | Estável | Ryan Briscoe      | 384    |
| 5   | Estável | Hélio Castroneves | 370    |

| Pos | Var     | Piloto           | Pontos |
| --- | ------- | ---------------- | ------ |
| 6   | Estável | Ryan Hunter-Reay | 360    |
| 7   | Estável | Tony Kanaan      | 330    |
| 8   | Aumento | Justin Wilson    | 290    |
| 9   | Baixa   | Marco Andretti   | 284    |
| 10  | Estável | Dan Wheldon      | 269    |